# 8203-as mellékút (Magyarország)
A 8203-as számú mellékút egy négy számjegyű mellékút Fejér vármegye északnyugati részén, a Móri-árokban és a Bakonyalján, Székesfehérvár vonzáskörzetében. Érdekessége, hogy a végponti végén nem csatlakozik közúthoz, hanem zsákutcaszerűen ér véget, négy számjegyű létére kissé szokatlan módon. Másik érdekessége, hogy kétszer is találkozik a 8202-es úttal: először Iszkaszentgyörgy központjában keresztezi, majd Kincsesbánya határában újra találkoznak, a 8202-es ott ér véget.

## Nyomvonala
A 81-es főútból indul ki, annak 9+400-as kilométerszelvényénél, nyugat-délnyugati irányban, Sárkeresztes területén, a községben nem érint lakott területet. Kevesebb, mint 200 méter után átlép Moha területére, ott keresztezi a Gaja-patakot, majd a 250-es méterszelvénye táján kiágazik belőle északnyugat felé a 8204-es út Bodajk felé. Kevéssel a 850. méterének elérése előtt keresztezi a MÁV 5-ös számú Székesfehérvár–Komárom-vasútvonalát, majd rögtön utána kiágazik belőle dél-délkelet felé a 82 301-es út, amely Moha-Rakodó vasútállomásra vezet.
Másfél kilométer után éri el Moha központját, itt több irányváltása is van, települési neve egy darabig Fő utca, majd Szentgyörgyi út. 2,9 kilométer után lép át Iszkaszentgyörgyre, ott is Szentgyörgyi út a neve, amíg el nem ér, a 3+800-as kilométerszelvénye előtt egy körforgalmat, ahol keresztezi a 8202-es utat; utóbbi itt az 5+300 közelében jár (idáig a Petőfi Sándor utca, innen a Kincsesi út nevet viselve).
A Petőfi Sándor utca nevet a folytatásban a 8203-as út veszi fel, amely a negyedik kilométere után éri el a település központját: ott egy kis szakaszon Kossuth Lajos tér a neve, majd egy iránytörés után Rákóczi Ferenc út néven folytatódik, hellyel-közzel továbbra is nyugat-délnyugati irányban. 4+800-as kilométerszelvénye közelében halad el az Amadé–Bajzáth–Pappenheim-kastély előtt, majd és kilép a falu belterületéről. Ezután régi bauxitbányák között halad, közben a 7+300-as kilométerszelvényénél átlép Kincsesbánya külterületére.
7,85 kilométer megtétele után beletorkollik, észak-északkeleti irányból a 8202-es út, amely itt ér véget, 10,9 kilométer megtétele után; ezt követően kissé északabbnak fordul. 9,8 kilométer után lép át Isztimér területére, 11. kilométere előtt ér be a településhez tartozó Gúttamásiba (ahol Kossuth utca néven húzódik), ott keresztezi, a 11+350-es kilométerszelvényénél a 8212-es utat (utóbbi itt a 6,5 kilométerénél jár). 12,7 kilométer után éri el Isztimér házait, ahol a Köztársaság út nevet veszi fel. A zsákfalunak számító település buszfordulójánál ér véget, teljes hossza, az országos közutak térképes nyilvántartását szolgáló kira.gov.hu adatbázisa szerint 14,087 kilométer.

## Települések az út mentén
- (Sárkeresztes)
- Moha
- Iszkaszentgyörgy
- (Kincsesbánya)
- Gúttamási
- Isztimér